# Parastegophilus
Parastegophilus és un gènere zoològic de peix gat (ordre Siluriformes) de la família de les Trichomycteridae.

## Taxonomia
- Parastegophilus maculatus (Steindachner, 1879)
- Parastegophilus paulensis (Miranda Ribeiro, 1918)